# Science-Fiction-Jahr 1980
Übersicht

◄◄ | ◄ | 1976 | 1977 | 1978 | 1979 | Science-Fiction-Jahr 1980 | 1981 | 1982 | 1983 | 1984 | ► | ►►

Weitere Ereignisse

## Ereignisse
- The Planetary Society wird in Pasadena, Kalifornien gegründet.